# Assemblée législative du kraï de Transbaïkalie
VIIIe législature
Place Lénine, Tchita
L'assemblée législative du kraï de Transbaïkalie (en russe : Законодательное собрание Забайкальского края) est l'organe législatif régional du kraï de Transbaïkalie en Russie. Le parlement est composé de  40 députés élus pour 5 ans au suffrage universel direct. À la suite des dernières élections en 2023, l'assemblée est dominée par Russie unie.

## Élections

### 2018
| Parti         | Parti               | %     | Sièges |
| ------------- | ------------------- | ----- | ------ |
|               | Russie unie         | 28.30 | 21     |
|               | LDPR                | 24.60 | 10     |
|               | KPRF                | 24.59 | 14     |
|               | Russie juste        | 8.97  | 3      |
|               | RPPSS               | 6.04  | 1      |
|               |                     |       |        |
|               | Partiotes de Russie | 3.38  | 0      |
|               |                     |       |        |
| Participation | Participation       | 22.04 |        |

### 2023
| Parti         | Parti                 | %     | Sièges |
| ------------- | --------------------- | ----- | ------ |
|               | Russie unie           | 56.94 | 42     |
|               | LDPR                  | 15.64 | 3      |
|               | KPRF                  | 9.85  | 3      |
|               | Russie juste          | 6.29  | 1      |
|               |                       |       |        |
|               | Nouvelles personnes   | 4.12  | 0      |
|               | Communistes de Russie | 2.03  | 0      |
|               | Rodina                | 2.01  | 0      |
|               |                       |       |        |
| Participation | Participation         | 26.61 |        |